# Kristrún Frostadóttir
Kristrún Mjöll Frostadóttir, islandska političarka in ekonomistka, * 12. maj 1988.

## Zgodnje življenje
Rodila se je v Reykjavíku, očetu etnografu in mami zdravnici. Diplomirala je na islandski univerzi, magistrirala je iz mednarodnih študij na Univerzi Yale  in iz ekonomije na Univerzi v Bostonu.

## Kariera
Delala je kot novinarka za poslovni časopis Viðskiptablaðið ter v analitičnem oddelku banke Arion. Bila je strokovnjakinja pri Morgan Stanleyju, sprva v New Yorku in nato v Londonu. Leta 2017 je postala glavna ekonomistka islandske gospodarske zbornice, leta 2018 pa glavna ekonomistka banke Kvika, kjer je ostala do leta 2021. Takrat se je odločila kandidirati na listi Socialdemokratske zveze v volilni enoti Reykjavík Jug. Na parlamentarnih volitvah leta 2021 je bila izvoljena v islandski parlament kot članica Socialdemokratske zveze. Leta 2022 je postala vodja stranke, saj se dotakratni vodja stranke Logi Már Einarsson ni potegoval za ponovno izvolitev.
Na parlamentarnih volitvah leta 2024 je socialdemokratska zveza prejela 20,8 odstotka glasov. Koalicijsko pogodbo so sklenili skupaj z Liberalno reformno stranko in Ljudsko stranko. Kristrún je postala 30. predsednica vlade Islandije, najmlajša v njeni zgodovini in ob nastopu funkcije tudi najmlajša na svetu. Nova vlada je bila imenovana na seji državnega sveta 21. decembra 2024.

## Zasebno življenje
Kristrún je poročena z Einarjem B. Ingvarssonom in imata dva otroka, rojena leta 2019 in 2023.